# Montireau
Montireau – miejscowość i gmina we Francji, w Regionie Centralnym, w departamencie Eure-et-Loir.
Według danych na rok 1990 gminę zamieszkiwało 138 osób, a gęstość zaludnienia wynosiła 14 osób/km² (wśród 1842 gmin Centre, Montireau plasuje się na 999. miejscu pod względem liczby ludności, natomiast pod względem powierzchni na miejscu 1154.).